# 蒙特罗站
蒙特罗站，是法国的一个铁路车站，位于法国城市蒙特罗，属于法兰西岛第五收费区（Zone 5）。
因蒙特罗站所在的城市全名为蒙特罗福特约讷，因此蒙特罗站又译蒙特罗福特约讷站。

## 位置
蒙特罗站位于蒙特罗福特约讷市区的西南部，巴黎－马赛铁路78.627公里处，同时也是科尔贝伊-埃松－蒙特罗铁路的终点。车站大致呈东西走向，开口朝北。
蒙特罗站是这一地区的一个铁路枢纽，2016年累计发送旅客数量为2,665,992人次。
蒙特罗站是巴黎－马赛铁路在法兰西岛大区境内的最后一站，前往该站以远的乘客需持有TER列车车票。

## 停靠线路
以下列车线路在蒙特罗站停靠：
| File:Sncf-logo.svg 蒙特罗站列车线路表 |      |              |            |              |
| 线路                                  | 车种 | 上一站       | 下一站     | 大致运行频率 |
| 巴黎-贝西—阿瓦隆                      | TER  | 巴黎-贝西    | 居亚尔新城 | 每天2趟左右  |
| 巴黎-里昂站—拉罗什-米热讷             | TER  | 圣马梅       | 居亚尔新城 | 每天12趟左右 |
| 巴黎-里昂站—拉罗什-米热讷             | TER  | 塞纳河畔香槟 | 居亚尔新城 | 每天6趟左右  |
| 1.                                    |      |              |            |              |

| 蒙特罗站列车线路表（区域线路） |              |           |          |          |
| 起点                           | 上一站       | 线路      | 下一站   | 终点     |
| 巴黎-里昂火车站                | 圣马梅       | [T] · [R] | （终点） | （终点） |
| 默伦                           | 塞纳河畔香槟 | [T] · [R] | （终点） | （终点） |

## 配套交通

### 长途客车
| 停靠蒙特罗站的大巴车 |                        | |
| 上下车地点           | 运营单位               | 主要线路及目的地 |
| 蒙特罗站门口         | Transdev Vulaine       | 41 Valence-en-Brie · Pamfou · Machault · Féricy · Le Châtelet · Sivry-Courtry · Vaux-le-Pénil · Voisenon · Melun |
| 蒙特罗站门口         | Seine-et-Marne Express | 07 St-Germain-Laval · Salins · Montigny-Lencoup · Gurcy-le-Châtel · Donnemarie-Dontilly · Paroy · Longueville · Ste-Colombe · Provins 46 Valence-en-Brie · Pamfou · Le Châtelet · Sivry-Courtry · Vaux-le-Pénil · Melun                                                                                    |
| 蒙特罗站门口         | Procars                | 2 St-Germain-Laval · Salins · Montigny-Lencoup · Gurcy-le-Châtel · Mons-en-Montois · Donnemarie-Dontilly 6A St-Germain-Laval · Échouboulains · Coutençon · Villeneuve-les-Bordes · Nangis 10 Châtenay · Égligny · Vimpelles · Luisetaines · Jutigny · Ste-Colombe · Provins 15 Salins · Varennes-sur-Seine |
| 蒙特罗站门口         | SNCF Car TER           | （当某条铁路线施工或罢工时，SNCF可能会提供途径该线路沿途站点的大巴车） |
| 1. 2. 3. 4.          |                        | |

### 城市公共交通
| 蒙特罗站附近的市内公共交通线路 |              |                                    | |
| 公交车站名称                   | 位置         | 运营单位                           | 停靠线路 |
| Gare de Montereau 蒙特罗火车站 | 蒙特罗站门口 | 蒙特罗福特约讷城市公共交通 Siyonne | A 蒙特罗-火车站 ↔ 蒙特罗-公墓 B 蒙特罗-火车站 ↔ 戛纳埃克吕斯-圣乔治 C 蒙特罗-火车站 ↔ 圣日耳曼拉瓦勒-纳农 E 蒙特罗-火车站 ↔ 巴尔贝-城堡 Emplet' 蒙特罗-火车站 ↔ 塞纳河畔瓦雷讷-贝罗商业中心 F 蒙特罗-火车站 ↔ 福尔日-莱库罗 G' 蒙特罗-火车站 ↔ 拉格朗德帕鲁瓦斯-火车站/教堂 I 蒙特罗-火车站 ↔ 米西-槭树广场/维讷夫-教堂 L' 蒙特罗-火车站 ↔ 布里地区拉瓦勒-拉莫雷勒 |
| Gare de Montereau 蒙特罗火车站 | 蒙特罗站门口 | 讷穆尔城市公共交通 STILL           | 18B 蒙特罗-安德烈-马尔罗 ↔ 讷穆尔-火车站/朗东堡-集市广场 19 蒙特罗-勒佩姆 ↔ 埃格勒维尔-贝尔纳-贝勒库尔广场 |
| Gare de Montereau 蒙特罗火车站 | 蒙特罗站门口 | 莫雷城市公共交通 Comète            | 208 蒙特罗-火车站 ↔ 枫丹白露-诀别巷 |
| 1. 2. 3.                       |              |                                    | |

### 社会车辆
蒙特罗站门口设有社会车辆停车场。

## 临近车站
| 蒙特罗站（Gare de Montereau）  |                           |                       |
| 上行车站                       | 线路                      | 下行车站              |
| 圣马梅站 10.5km ←              | 巴黎－马赛铁路            | 居亚尔新城站 → 10.6km |
| 拉格朗德帕鲁瓦斯站 3.7km ←     | 科尔贝伊-埃松－蒙特罗铁路 | （终点）              |
| - 本表仅显示运营中的线路及车站 |                           |                       |